# Bomarea ovallei
Espèce
Synonymes
Leontochir ovallei Phil., 1873
Classification APG III (2009)
La griffe du Lion (Leontochir Ovallei renommée Bomarea ovallei) est une plante de la famille des Alstroemeriaceae dotée d'une grosse fleur rouge évoquant le Rhododendron.

### Leontochir ovallei
- (en) World Checklist of Selected Plant Families (WCSP) : Leontochir ovallei  Non Valide
- (en) NCBI : Leontochir ovallei (taxons inclus)
- Le desert d'Atacama est en fleurs comme jamais

### Bomarea ovallei
- (en) World Checklist of Selected Plant Families (WCSP) : Bomarea ovallei
- (en) Catalogue of Life : Leontochir ovallei Phil. Non Valide
- (en) Catalogue of Life : Bomarea ovallei (Phil.) Ravenna
- (en) NCBI : Bomarea ovallei (taxons inclus)